# 배수법
배수법(排水法)이란 흘러오는 물을 배수하는 것을 규율하는 법이다.

## 미국

### 공통의 적 원칙
영국의 커먼로에서 기원하는 원칙으로 용수를 공통의 적으로 보아 토지소유자는 이웃저지에 대한 영향을 고려할 필요없이 막거나 배수하여 자연히 흘러오는 물의 방향을 원하는 대로 바꿀 수 있다.

### 민법상 원칙
프랑스, 스페인, 한국 등 민법을 가진 국가에서 따르는 원칙으로 자연히 흘러오는 물을 막지 못한다
수류지의 소유자는 대안의 토지가 타인의 소유인 때에는 그 수로나 수류의 폭을 변경하지 못한다

## 같이 보기
- 용수권